# Greil Marcus
Pour les articles homonymes, voir Marcus.
Greil Marcus, né le 19 juin 1945 à San Francisco (Californie), est un essayiste et critique rock américain. Spécialiste de la pop culture américaine,, dans ses ouvrages il s'est intéressé entre autres à Bob Dylan, Elvis Presley, les Sex Pistols ou Sly Stone.

## Approche critique
Ses livres sont articulés sur une conception d'une histoire souterraine qui joint des événements séparés parfois de plusieurs siècles. L'exemple-type de ce traitement est donné dans le livre Lipstick Traces (éd. Allia), qui rassemble dans une même visée et un même héritage le mouvement dada, un groupe rock : les Sex Pistols qui ont lancé le mouvement punk (punk-rock), les gnostiques du début de l'ère chrétienne, les millénaristes du Moyen Âge et les situationnistes.
L'œuvre de Greil Marcus, se caractérise par une double vision à la fois exotérique et ésotérique des mouvements artistiques. Les liens qui relient entre eux les deux sphères : le monde et l'antimonde, représentent parfois un acte conscient, assumé par certains artistes, ou totalement inconscient comme les courants gnostiques et dadaistes, qui secouent le frêle esquif du groupe punk.
Pour Greil Marcus il existe ainsi des forces qui dépassent l'individu et qui prennent possession de son  génie jusqu'à la mort et la destruction. La vision de Greil Marcus est paradoxalement inquiétante puisqu'elle-même s'appuie sur les concepts gnostiques du daemon, reprenant pour la musique, la thèse de Siegfried Kracauer dans De Caligari à Hitler : une histoire psychologique du cinéma allemand, qui démontrait l'irruption de « forces » sombres dans le cinéma allemand, forces qui seront détournées par le nazisme à venir...
Pour Marcus, ces forces obscures sont bien sûr des « archétypes » anciens qui continuent à irriguer l'histoire souterraine de l'humanité, et s'il ne peut donner une finalité morale à l'histoire dramatique du punk, il se contente, à la manière d'un médecin légiste, d'observer incrédule les stigmates sur le corps supplicié de Sid Vicious, chaman gnostique et nihiliste brûlé par un feu venu du fond des âges.
Proche de Lester Bangs, Greil Marcus a collaboré aux magazines Creem, Rolling Stone et The Village Voice.
Homme de lettres, Greil Marcus aime à faire partager son savoir, c'est ainsi qu'il donne des conférences à l'image de celle organisée par les soirées nomades de la Fondation Cartier pour l'art contemporain en 2007, dans le cadre de l'exposition Rock'n'Roll 39-59. Les organisateurs ont en effet invité ce spécialiste du rock'n'roll à présenter une conférence inédite sur Buddy Holly.

### Livres traduits en français
- Mystery Train, Paris, Allia, 2001, 432 p. (ISBN 2-84485-077-4)
- Sly Stone : le mythe de Staggerlee, Paris, Allia, 2000, 144 p. (ISBN 2-84485-029-4)
- Lipstick Traces : Une histoire secrète du vingtième siècle  (trad. Guillaume Godard), Paris, Allia, 1998, 560 p. ; rééd. Éditions Allia, 2018  (ISBN 9791030408607).
- Dead Elvis  (trad. Justine Malle), Paris, Allia, 2003, 256 p. (ISBN 2-84485-120-7)
- La République Invisible : Bob Dylan et l'Amérique clandestine (1998), Éditions Denoël, 2001 ; rééd. Les Belles Lettres, coll. Le Goût de l'Histoire, Paris, 356 p., 2025  (ISBN 978-2251456485)
- Like a Rolling Stone : Bob Dylan à la croisée des chemins (2005), Éditions Galaade, 2005
- L'Amérique et ses Prophètes : La république perdue ? (2006), Éditions Galaade, 2007 ; rééd. Les Belles Lettres, coll. Le Goût de l'Histoire, Paris, 432 p., 2024  (ISBN 978-2251456232)
- Bob Dylan by Greil Marcus (trad. Pierre-Richard Rouillon), Paris, Galaade, 2013, 640 p.  (ISBN 978-2351763063)
- Three Songs, Three Singers, Three Nations  (trad. Guillaume Godard), Paris, Allia, 2018, 160 p. (ISBN 979-10-304-0861-4)

### Livres non traduits
- Stranded : Rock and Roll for a Desert Island (1979)
- In the Fascist Bathroom : Punk in Pop Music, 1977-1992 (1993)
- The Dustbin of History (1995)
- Double Trouble : Bill Clinton and Elvis Presley in a Land of No Alternatives (2001)
- The Manchurian Candidate (2002)
- A New Literary History of America, anthologie d'essais édités par Greil Marcus et Werner Sollors (en) (2009).

### Préface
- (en) Nick Tosches (trad. de l'anglais par de l'anglais par Jean-Marc Mandosio), Hellfire, Paris, Éditions Allia, 2001 / 2008, 237 p. (ISBN 978-2-84485-076-8 et 2-84485-076-6, lire en ligne)